# Michela Rucli
Michela Rucli (Udine, 1º maggio 1996) è una pallavolista italiana, centrale della Roma Club.

## Carriera

### Club
La carriera di Michela Rucli inizia nella stagione 2014-15 quando partecipa alla Serie B1 con la Libertas Martignacco. Nel 2015 si trasferisce negli Stati Uniti d'America per motivi accademici, partecipando con la Hofstra a quattro campionati di NCAA Division I.
Nella stagione 2019-20 rientra in Italia, giocando nuovamente per il club di Martignacco, in Serie A2, dove resta per due annate, esordendo infine in Serie A1 nella stagione 2021-22 grazie all'ingaggio da parte della Trentino Rosa; nell'annata 2022-23, tuttavia, torna a disputare il campionato cadetto, vestendo la maglia della Roma Club con la quale vince la Coppa Italia di categoria e ottiene la promozione in Serie A1, categoria in cui milita nella stagione successiva con la stessa squadra, aggiudicandosi la WEVZA Cup e la Challenge Cup.

## Palmarès
- Coppa Italia di Serie A2: 1

2022-23
- Challenge Cup: 1

2024-25
- WEVZA Cup: 1

2024